# Ramon Sealy
Ramon Sealy (22 aprile 1991) è un calciatore britannico delle Isole Cayman, di ruolo portiere.

## Carriera

### Club
Ha giocato nella massima serie del campionato delle Isole Cayman con il Bodden Town.

### Nazionale
Ha esordito in nazionale nel 2009, prendendo parte a 3 incontri valevoli per le qualificazioni ai Mondiali 2014.